# Buchengruppe am Grundstück Georgengarten 1 B
Die Buchengruppe am Grundstück Georgengarten 1 B  in Hannovers Stadtteil Nordstadt ist als Naturdenkmal geschützt. Nach der Art gehört einer der beiden geschützten Bäume zu den Gemeinen Hainbuchen (Carpinus betulus). Der andere Baum, eine Feder-Buche (Fagus sylvatica forma asplenifolia), stellt eine züchterisch beeinflusste Zierform der Rotbuche dar und wird  auch Farnblättrige Buche genannt.
Die beiden Bäume stehen im Georgengarten. Dieser gehört zwar zum Stadtteil Nordstadt, ist aber Teil des Gartenkomplexes, der gemeinhin als die Gärten in Herrenhausen verstanden wird. Zu ihnen gehören neben dem Georgengarten der Welfengarten, der Berggarten und der barocke Große Garten. In etwa 200 Meter Entfernung findet sich das Wilhelm-Busch-Museum.
Die Stadt Hannover hatte den Baum im Jahr 1987 unter der Nummer ND-HS 27 unter Schutz gestellt. Die nach dem Niedersächsischen Kommunalverfassungsgesetz inzwischen für die Aufgaben der unteren Naturschutzbehörde zuständige Region Hannover ordnete die Naturdenkmale für ihr Gebiet im Jahr 2010 neu, hob die bisherigen Verordnungen der Kommunen auf, erließ für die meisten der bisherigen Naturdenkmale eine neue (Sammel-)Verordnung und begründete die Unterschutzstellung dieser beiden Bäume in der Anlage zu der neuen Verordnung mit dieser Beschreibung:
Die beiden Buchen stehen im Abstand von etwa 1,5 m. Es handelt sich um eine geschlitzt- blättrige (auch farnblättrige oder Feder-) Buche (Fagus asplenifolia) und eine gegabelte Hainbuche, die stark nach Osten geneigt ist.
und nannte als Schutzzweck
Die Buchengruppe ist besonders schön. Insbesondere geschlitztblättrige Buchen sind in dieser Größe selten.
Den Standort beschreibt die Anlage zur Verordnung
Stadtteil Herrenhausen, im Georgengarten, 35 m westlich des Gebäudes Georgengarten 1 B,
nennt als Flurdaten
Hannover-Herrenhausen, Flur 5, Flurstück 698/11,
verwendet die Bezeichnung
Buchengruppe westlich des Grundstücks Georgengarten 1 B
und registriert sie unter der Nummer ND-H 235.